# Christophe Lambert (judoka)
Christophe Lambert (ur. 3 czerwca 1985) – niemiecki judoka. Olimpijczyk z Londynu 2012, gdzie zajął siedemnaste miejsce w wadze średniej.
Startował w Pucharze Świata w latach 2005–2008, 2010–2012 i 2014. Brązowy medalista mistrzostw Europy w 2012 roku.

## Letnie Igrzyska Olimpijskie 2012
| Konkurencja | Rundy eliminacyjne     | Klas. końcowa |
| Konkurencja | Przeciwnik I           | Miejsce       |
| ----------- | ---------------------- | ------------- |
| 90 kg       | Elxan Məmmədov (AZE) P | 17.           |